# Pędzliczek chiński
Pędzliczek chiński (Syntrichia sinensis (Müll. Hal.) Ochyra) – gatunek mchu należący do rodziny płoniwowatych (Pottiaceae Schimp.). Występuje w Europie, centralnej i północnej Azji, Ameryce Północnej i północnej Afryce. Rośnie na glebie, pniach drzew, drewnie i skałach.

## Systematyka i nazewnictwo
Synonimy: Barbula alpina Bruch & Schimp., Barbula sinensis Müll. Hal., Tortula sinensis (Müll. Hal.) Broth.

## Ochrona
Od 2004 roku pędzliczek chiński jest objęty w Polsce ochroną gatunkową, początkowo ścisłą, a od 2014 r. częściową.